# Camarophyllopsis darwinensis
Camarophyllopsis darwinensis är en svampart som beskrevs av A.M. Young 1997. Camarophyllopsis darwinensis ingår i släktet Camarophyllopsis och familjen Hygrophoraceae.   Inga underarter finns listade i Catalogue of Life.